# بست (فیلم ۲۰۰۲)
«بست» (انگلیسی: Sanctuary (2002 film)) یک فیلم است که در سال ۲۰۰۲ منتشر شد.